# 西博滕
西博滕（瑞典語：Västerbotten）是位於瑞典北部，諾爾蘭地方的一個舊省。與北博滕、拉普蘭和翁厄曼蘭陸上相鄰。